# پورتیلیولا
پورتیلیولا (به ایتالیایی: Portigliola) یک کومونه در ایتالیا است که در استان رجو کالابریا واقع شده‌است. پورتیلیولا ۶٫۰ کیلومتر مربع مساحت و ۱٬۲۹۷ نفر جمعیت دارد.